# Беляковское (Курганская область)
Беляковское — село в Частоозерском районе Курганской области. До преобразования в январе 2022 года муниципального района в муниципальный округ административный центр Беляковского сельсовета.

## История
До 1917 года входило в состав Частоозерской волости Ишимского уезда Тобольской губернии. По данным на 1926 год состояло из 356 хозяйств. В административном отношении являлось центром Беляковского сельсовета Частоозерского района Ишимского округа Уральской области.

## Население
| 1989 | 2002 | 2010 |
| ---- | ---- | ---- |
| 619  | ↘451 | ↘283 |

По данным переписи 1926 года в селе проживало 1589 человек (750 мужчин и 839 женщин), в том числе: русские составляли 99 % населения.